# Sonic Compilation
Sonic Compilation, conosciuto nel Nord America come Sonic Classics e Sonic Classics 3 in 1, è un videogioco della serie Sonic the Hedgehog per Sega Mega Drive.
Il gioco è una raccolta di tre titoli usciti precedentemente per la stessa console: Sonic the Hedgehog, Sonic the Hedgehog 2 e Dr. Robotnik's Mean Bean Machine. Venne distribuito in Europa nel luglio 1995 e nel Nord America nel giugno 1997, rendendolo così l'ultimo gioco della serie ad essere pubblicato per il Sega Mega Drive. Negli ultimi anni di produzione di quest'ultimo, tale titolo venne venduto assieme assieme alla console Sega.

## Modalità di gioco
Sonic Compilation è la prima raccolta della serie Sonic the Hedgehog a presentare tre videogiochi in una sola cartuccia. 
I titoli sono identici alle loro corrispettive versioni originali, le uniche novità che vengono presentate sono la presenza di un menu di selezione, controllabile attraverso i tasti direzionali del gamepad e delle nuove icone per i corrispettivi giochi. La schermata iniziale è stata poi cambiata nelle ripubblicazioni successive. Una volta che viene scelto un gioco, il giocatore non è in grado di tornare indietro a meno che questi non spenga e riaccenda la console.

## Accoglienza
| Testata                            | Giudizio |
| ---------------------------------- | -------- |
| GameRankings (media al 09-12-2019) | 100.00%  |
| Sega-16                            | 10/10    |
| AllGame                            | [ 5 ]    |

Il gioco fu ben accolto dalla critica. Corey Adcock di Sega-16 gli diede un 10, apprezzando lo stile di gioco dei tre titoli contenuti nella compilation assieme alle relative colonne sonore, trovando però a lungo andare ripetitiva quella di Dr. Robotnik's Mean Bean Machine. Adcock si soffermò anche sulla qualità grafica, praticamente rimasta invariata rispetto alle rispettive versioni originali, ed anche in questo caso apprezzò meno quella del gioco dedicato al Dr. Robotnik, che a suo dire doveva presentare una maggiore varietà. Il recensore fece un'interessante affermazione riguardante i primi due giochi, difatti trovò Sonic 1 identico ad altre versioni presenti in ulteriori compilation mentre Sonic 2 era diverso da quelle giocate altrove, e proprio in questo capitolo fece notare che i cambiamenti erano talmente minori che solo i veterani della saga potevano trovarli con facilità, questi riguardavano i nemici leggermente più veloci ed il livello Oil Ocean Zone che presentava una modifica legata all'altezza del livello dell'olio che circonda l'intera area. Nella recensione sconsigliò di provare la raccolta su un Sega Nomad in quanto i primi due Sonic sarebbero apparsi sfocati e perciò difficilmente giocabili sul piccolo schermo della console portatile, al contrario il titolo dedicato al Dr. Robotnik si adattava perfettamente alle dimensioni dello schermo. Concluse la recensione, consigliandone l'acquisto a chiunque non fosse già in possesso dei giochi originali.
AllGame gli ha assegnato quattro stelle su cinque.